# Vláda národní spásy
Vláda národní spásy (srbsky Влада народног спаса, Vlada narodnog spasa; německy Regierung der nationalen Rettung, zkr. VNS), označovaná také jako Nedićova vláda nebo Nedićův režim, byl hovorový název druhé srbské kolaborantské loutkové vlády ustavené po Komisařské vládě na Němci okupovaném území Srbska během druhé světové války v Jugoslávii. Vláda byla jmenována německým vojenským velitelem v Srbsku a působila od 29. srpna 1941 do 4. října 1944. Na rozdíl od Nezávislého státu Chorvatsko nebyl režimu v okupovaném Srbsku nikdy přiznán status v mezinárodním právu a nepožíval formálního diplomatického uznání mocností Osy.
Přestože režim byl mnoha Srby žijícími na okupovaném území tolerován a dokonce částí srbského obyvatelstva aktivně podporován, byl nepopulární u většiny obyvatel, kteří podporovali jednu ze dvou frakcí - jugoslávské partyzány nebo roajalistické Četniky, které byly zpočátku vnímány jako napojené na spojenecké mocnosti. Předsedou vlády byl po celou dobu generál Milan Nedić. Vláda národní spásy byla evakuována z Bělehradu přes Budapešť do Kitzbühelu v prvním říjnovém týdnu roku 1944, než byl německý odchod z okupovaného území dokončen.